# Максимов Семен Олексійович
Макси́мов Семен Олексійович (*17 квітня 1899, присілок Сапарово — †?) — удмуртський державний діяч.

## Біографія
Семен Олексійович народився в присілку Сапарово Бурановської волості Сарапульського повіту (сучасний Зав'яловського району Удмуртії). Закінчив Іжевський вечірній Індустріальний робітничий факультет.

## Політична діяльність
Максимов як політик обіймав посаду виконувача обов'язки голови ЦВК Удмуртської АРСР (20 листопада 1937 — 25 липня 1938).